# Hlaponci
Hlaponci este o localitate din comuna Juršinci, Slovenia, cu o populație de 243 de locuitori.